# Ally (Górna Loara)
Ally – miejscowość i gmina we Francji, w regionie Owernia-Rodan-Alpy, w departamencie Górna Loara.
Według danych na rok 1990 gminę zamieszkiwało 237 osób, a gęstość zaludnienia wynosiła 8 osób/km² (wśród 1310 gmin Owernii Ally plasuje się na 614. miejscu pod względem liczby ludności, natomiast pod względem powierzchni na miejscu 219.).